# Другович, Фелипе
Фелипе Другович Ронкато (порт.-браз. Felipe Drugovich Roncato; род. 23 мая 2000 года в городе Маринга, штата Парана) — бразильский автогонщик, чемпион Формулы-2 в 2022 году, открытого чемпионата Евроформулы и MRF Challenge. На данный момент является резервным гонщиком Aston Martin в Формуле-1.

## Карьера
Свой путь в гонках Другович, как и многие, начал с картинга. Он участвовал в ряде внутренних бразильских чемпионатов, смог выиграть некоторые из них.

### Низшие формулы
Фелипе совершил свой дебют на формулах в 2016 году, когда присоединился к Neuhauser Racing в чемпионате ADAC Формула-4. За сезон он один раз приехал на подиум, однако большего достичь не смог. Он стал четвёртым в зачёте новичков, и двенадцатым в зачёте пилотов. В следующем году Другович перешёл в команду Van Amersfoort Racing, а также выступил на нескольких этапах в чемпионате Итальянской Формулы-4. Второй сезон в ADAC Формуле-4 прошёл для бразильца значительно лучше дебютного, он одержал 7 побед и стал третьим в личном зачёте.
Другович также участвовал в MRF Challenge, где в первый раз одержал победу на уровне формул. Этот чемпионат он закончил на четвёртом месте. Куда более успешным стало его повторное выступление на этом турнире, где он доминировал весь сезон и впервые стал чемпионом на таком уровне.

### Открытый чемпионат Евроформулы
Другович совершил свой дебют в этом первенстве на заключительном этапе сезона 2017 года в качестве приглашённого пилота за команду RP Motorsport. За две гонки он успел завоевать поул, а также одержать одну победу. На следующий год Фелипе продолжил выступать в этом чемпионате за ту-же команду, он не оставил шансов конкурентам, доминируя весь год. Другович установил рекорд, одержав четырнадцать побед в шестнадцати гонках.

### ФИА Формула-3
В ноябре 2018 Другович принял участие в пост-сезонных тестах GP3 на трассе Яс Марина с командой ART Grand Prix. Продолжить сотрудничество с этой командой у Фелипе не получилось, но место в чемпионате, который был реформирован в ФИА Формулу-3, он получил. В сезоне 2019 года он выступал за команду Carlin Buzz Racing, однако за весь сезон у него не получилось показать каких-либо серьёзных результатов, ведь лишь один раз он смог финишировать в очках. По итогу сезона он занял шестнадцатое место, заработав восемь очков.

### ФИА Формула-2
Несмотря на слабые результаты в Формуле-3, Другович смог получить место в Формуле-2. После завершения сезона 2019 года, он участвовал в тестах с командой MP Motorsport, а спустя месяц было объявлено, что Фелипе будет выступать за них в сезоне 20-го года Формулы-2. В течение сезона выступал лучше своих напарников по команде (Мацусита покинул команду в середине сезона, на его место пришёл Джулиано Алези), одержал три победы, ещё один раз поднялся на подиум на третье месте и заработал одну поул-позицию, закончив сезон на девятом месте со 121 очками. По окончании сезона было объявлено, что в следующем сезоне будет выступать за команду UNI-Virtuosi. За эту же команду принял участие в пост-сезонных тестах в Бахрейне.
В сезоне 2021 года Другович не выиграл ни одной гонки и не заработал ни одну поул-позицию, в то время, как его напарник Чжоу Гуаньюй боролся за чемпионский титул. На этапе в Сочи перед спринтом разбил машину на пути на стартовую решётку, после аварии был отправлен в госпиталь. Из-за последствий аварии он не был допущен до старта воскресной гонки. По итогам сезона Другович заработал четыре подиума, в том числе два на этапе в Монако, и занял восьмое место. Сразу после окончания сезона было объявлено, что Другович вернётся в команду MP Motorsport в сезоне 2022 года, и с ней же провёл пост-сезонные тесты.
В сезоне 2022 года Другович одержал пять побед за сезон и заработал четыре поул-позиции. На этапе в Барселоне одержал победу и спринте и в основной гонке. На этапе в Монце досрочно завоевал титул после спринта, несмотря на сход в нём.

### Формула-1
12 сентября 2022 года Aston Martin объявила о запуске программы подготовки гонщиков, и Фелипе стал её первым участником. Также команда подписала его на роль резервного гонщика команды. В этом же году на Гран-при Абу-Даби принял участие в первой сессии свободных заездов, а после Гран-при принял участие в «молодёжных» тестах.

## Результаты выступлений
| Сезон   | Серия                          | Команда                               | Гонки            | Победы           | Поулы            | Л/круги          | Подиумы          | Очки             | Место            |
| ------- | ------------------------------ | ------------------------------------- | ---------------- | ---------------- | ---------------- | ---------------- | ---------------- | ---------------- | ---------------- |
| 2016    | ADAC Формула-4                 | Neuhauser Racing                      | 24               | 0                | 0                | 0                | 1                | 79,5             | 12               |
| 2016—17 | MRF Challenge Formula 2000     | MRF Racing                            | 16               | 1                | 0                | 0                | 4                | 167              | 4                |
| 2017    | ADAC Формула-4                 | Van Amersfoort Racing                 | 21               | 7                | 3                | 6                | 9                | 236,5            | 3                |
| 2017    | Итальянская Формула-4          | Van Amersfoort Racing                 | 6                | 1                | 1                | 1                | 2                | 0                | НК†              |
| 2017    | Европейская Формула-3          | Van Amersfoort Racing                 | 3                | 0                | 0                | 0                | 0                | 0                | НК†              |
| 2017    | Открытый чемпионат Евроформулы | RP Motorsport                         | 2                | 1                | 1                | 0                | 1                | 0                | НК†              |
| 2017—18 | MRF Challenge Formula 2000     | MRF Racing                            | 16               | 10               | 2                | 5                | 13               | 337              | 1                |
| 2018    | Открытый чемпионат Евроформулы | RP Motorsport                         | 16               | 14               | 10               | 10               | 16               | 405              | 1                |
| 2018    | Испанская Формула-3            | RP Motorsport                         | 6                | 5                | 3                | 4                | 6                | 157              | 1                |
| 2018    | Чемпионат Pro Mazda            | RP Motorsport                         | 2                | 0                | 0                | 0                | 0                | 31               | 20               |
| 2019    | ФИА Формула-3                  | Carlin Buzz Racing                    | 16               | 0                | 0                | 0                | 0                | 8                | 16               |
| 2019    | Гран-при Макао                 | Carlin Buzz Racing                    | 1                | 0                | 0                | 0                | 0                | Н/Д              | 24               |
| 2020    | Формула-2                      | MP Motorsport                         | 24               | 3                | 1                | 1                | 4                | 121              | 9                |
| 2021    | Формула-2                      | UNI-Virtuosi Racing                   | 21               | 0                | 0                | 0                | 4                | 105              | 8                |
| 2022    | Формула-2                      | MP Motorsport                         | 28               | 5                | 4                | 4                | 11               | 265              | 1                |
| 2022    | Формула-1                      | Aston Martin Aramco Cognizant F1 Team | Резервный гонщик | Резервный гонщик | Резервный гонщик | Резервный гонщик | Резервный гонщик | Резервный гонщик | Резервный гонщик |

† Другович участвовал в соревновании по приглашению, поэтому ему не начислялись очки чемпионата.

### ФИА Формула-3
| Сезон | Команда            | 1          | 2          | 3          | 4          | 5          | 6          | 7          | 8          | 9         | 10           | 11         | 12        | 13         | 14         | 15         | 16         | Место | Очки |
| ----- | ------------------ | ---------- | ---------- | ---------- | ---------- | ---------- | ---------- | ---------- | ---------- | --------- | ------------ | ---------- | --------- | ---------- | ---------- | ---------- | ---------- | ----- | ---- |
| 2019  | Carlin Buzz Racing | КАТ ГОН 11 | КАТ СПР 10 | ЛЕК ГОН 19 | ЛЕК СПР 10 | РБР ГОН 12 | РБР СПР 14 | СИЛ ГОН 13 | СИЛ СПР 10 | ХУН ГОН 6 | ХУН СПР Сход | СПА ГОН 18 | СПА СПР 9 | МНЦ ГОН 16 | МНЦ СПР 12 | СОЧ ГОН 25 | СОЧ СПР 15 | 16    | 8    |

### ФИА Формула-2
| Сезон | Команда             | 1           | 2           | 3           | 4           | 5           | 6          | 7           | 8           | 9            | 10          | 11         | 12        | 13            | 14          | 15         | 16           | 17         | 18         | 19           | 20          | 21         | 22         | 23         | 24         | 25           | 26        | 27        | 28        | Место | Очки |
| ----- | ------------------- | ----------- | ----------- | ----------- | ----------- | ----------- | ---------- | ----------- | ----------- | ------------ | ----------- | ---------- | --------- | ------------- | ----------- | ---------- | ------------ | ---------- | ---------- | ------------ | ----------- | ---------- | ---------- | ---------- | ---------- | ------------ | --------- | --------- | --------- | ----- | ---- |
| 2020  | MP Motorsport       | РБР1 ГОН 8  | РБР1 СПР 1  | РБР2 ГОН 13 | РБР2 СПР 13 | ХУН ГОН 5   | ХУН СПР 16 | СИЛ1 ГОН 7  | СИЛ1 СПР 6  | СИЛ2 ГОН 10  | СИЛ2 СПР 12 | БАР ГОН 7  | БАР СПР 1 | СПА ГОН ДСК   | СПА СПР 13  | МНЦ ГОН 14 | МНЦ СПР Сход | МУД ГОН 4  | МУД СПР 15 | СОЧ ГОН Сход | СОЧ СПР 20  | БАХ1 ГОН 1 | БАХ1 СПР 8 | БАХ2 ГОН 3 | БАХ2 СПР 8 |              |           |           |           | 9     | 121  |
| 2021  | UNI-Virtuosi Racing | БАХ СПР1 16 | БАХ СПР2 14 | БАХ СПР1 9  | МОН СПР1 2  | МОН СПР2 14 | МОН ГОН 3  | БАК СПР1 14 | БАК СПР2 10 | БАК ГОН 4    | СИЛ СПР1 4  | СИЛ СПР2 7 | СИЛ ГОН 6 | МНЦ СПР1 Сход | МНЦ СПР1 17 | МНЦ ГОН 12 | СОЧ СПР1 НС  | СОЧ СПР2 О | СОЧ ГОН НС | ДЖИ СПР1 4   | ДЖИ СПР2 10 | ДЖИ ГОН 5‡ | ЯСМ СПР1 2 | ЯСМ СПР2 5 | ЯСМ ГОН 3  |              |           |           |           | 8     | 105  |
| 2022  | MP Motorsport       | БАХ СПР 5   | БАХ ГОН 6   | ДЖИ СПР 3   | ДЖИ ГОН 1   | ИМО СПР 5   | ИМО ГОН 10 | БАР СПР 1   | БАР ГОН 1   | МОН СПР Сход | МОН ГОН 1   | МОН СПР 5  | МОН ГОН 3 | СИЛ СПР 5     | СИЛ ГОН 4   | РБР СПР 4  | РБР ГОН 11   | ПОЛ СПР 3  | ПОЛ ГОН 4  | ХУН СПР 4    | ХУН ГОН 9   | СПА СПР 4  | СПА ГОН 2  | ЗАН СПР 10 | ЗАН ГОН 1  | МНЦ СПР Сход | МНЦ ГОН 6 | ЯСМ СПР 3 | ЯСМ ГОН 2 | 1     | 265  |

‡ Награждён половинчатыми очками, так как было пройдено менее 75 % полной гоночной дистанции

### Формула-1
| Сезон | Команда                               | Шасси              | Двигатель                              | Ш | 1   | 2   | 3   | 4        | 5   | 6   | 7   | 8   | 9   | 10  | 11  | 12  | 13  | 14       | 15  | 16  | 17  | 18  | 19  | 20       | 21  | 22       | 23  | 24       | Место | Очки |
| ----- | ------------------------------------- | ------------------ | -------------------------------------- | - | --- | --- | --- | -------- | --- | --- | --- | --- | --- | --- | --- | --- | --- | -------- | --- | --- | --- | --- | --- | -------- | --- | -------- | --- | -------- | ----- | ---- |
| 2022  | Aston Martin Aramco Cognizant F1 Team | Aston Martin AMR22 | Mercedes F1 M13 E Performance 1,6 V6 t | P | БАХ | САУ | АВС | ЭМИ      | МАЙ | ИСП | МОН | АЗЕ | КАН | ВЕЛ | АВТ | ФРА | ВЕН | БЕЛ      | НИД | ИТА | СИН | ЯПО | США | МЕХ      | САП | АБУ тест |     |          | —     | —    |
| 2023  | Aston Martin Aramco Cognizant F1 Team | Aston Martin AMR23 | Mercedes F1 M14 E Performance 1,6 V6 t | P | БАХ | САУ | АВС | АЗЕ      | МАЙ | МОН | ИСП | КАН | АВТ | ВЕЛ | БЕЛ | ВЕН | НИД | ИТА тест | СИН | ЯПО | КАТ | СОЕ | МЕХ | САП      | ЛАС | АБУ тест |     |          | —     | —    |
| 2024  | Aston Martin Aramco F1 Team           | Aston Martin AMR24 | Mercedes F1 M15 E Performance 1,6 V6 t | P | БАХ | САУ | АВС | ЯПО      | КИТ | МАЙ | ЭМИ | МОН | КАН | ИСП | АВТ | ВЕЛ | ВЕН | БЕЛ      | НИД | ИТА | АЗЕ | СИН | США | МЕХ тест | САП | ЛАС      | КАТ | АБУ тест | —     | —    |
| 2025  | Aston Martin Aramco F1 Team           | Aston Martin AMR25 | Mercedes F1 M16 E Performance 1,6 V6 t | P | АВС | КИТ | ЯПО | БАХ тест | САУ | МАЙ | ЭМИ | МОН | ИСП | КАН | АВТ | ВЕЛ | БЕЛ | ВЕН тест | НИД | ИТА | АЗЕ | СИН | США | МЕХ      | САП | ЛАС      | КАТ | АБУ      | —     | —    |